# Ерна Кельм
Ерна Кельм (нім. Erna Kelm, 21 липня 1908 — 11 червня 1962) — німкеня, яка стала двадцять третьою відомою людиною, що загинула при спробі перетину Берлінського муру. Кельм намагалася перебратися через кордон, перепливши річку Гафель, але потонула. Кельм була однією з восьми жінок-жертв Берлінського муру і однією з найстарших (на момент загибелі їй було 53 роки).

## Біографія
Ерна Кельм народилася 21 липня 1908 року у Франкфурті-на-Одері, Німецька імперія. Відомо, що вона мала щонайменше двох дітей і жила в Потсдамі, але в 1947 році, невдовзі після закінчення Другої світової війни, вона нелегально переїхала до Любека, щоб працювати там медсестрою.
Коли Німеччина була окупована союзниками, Потсдам знаходився в радянській зоні, а Любек — у британській, і Кельм переїхала, не отримавши необхідного дозволу, виданого окупаційними державами. У 1948 році, через рік, вона перебралася до Західного Берліна, влаштувавшись на роботу помічницею медсестри в дитячому будинку для біженців. Кельм часто залишала Західний Берлін, щоб відвідати своїх дітей у сусідньому Потсдамі. Східнонімецька влада підозрювала її в участі у розвідувальній діяльності, але це звинувачення залишалося непідтвердженим. Однак ця підозра призвела до її допиту в листопаді 1953 року, після чого вона повернулася до Потсдама. За її власними словами, Кельм повернулася, бо сумувала за своїми дітьми. У Потсдамі вона працювала директоркою закладу для людей похилого віку.

## Загибель
Вранці 11 червня 1962 року рибалка знайшов тіло Кельм у річці Гафель у районі Целендорф, Західний Берлін. Її східнонімецьке посвідчення особи, заховане в шкарпетці, ідентифікувало її як Ерну Кельм із Закроу, 53 роки, яка народилася 21 липня 1908 року у Франкфурті-на-Одері.
Докази свідчили, що вона намагалася переплисти Гафель до Західного Берліна, оскільки середина річки утворювала місцевий кордон між Східним та Західним Берліном. Целендорф і Закроу (район Потсдама на північ від основного міста) були малонаселеними, з мінімальною присутністю Берлінського муру та східнонімецьких прикордонників. Кельм мала при собі інші особисті документи у водонепроникному пластиковому пакеті, а під одягом була одягнена в рятувальний жилет.
Розслідування поліції Західного Берліна показало, що смерть не була насильницькою, і Ерна Кельм потонула під час спроби втечі. Тіло передали її родичам у Потсдамі на їхнє прохання.
Про місце поховання Ерни Кельм і про місцезнаходження її родичів з того часу нічого не відомо.
Навіть розслідування у Західному Берліні, яке задокументувало вилучення тіла з води, було невдовзі закрито, а справу передано до Центрального РАЦС у Зальцгіттері. Коли справу було знову відкрито через 30 років, початкові висновки розслідування були підтверджені.
Ерна Кельм була однією з восьми жінок, загиблих при спробі перетину Берлінського муру (всього жертв було щонайменше 140 жертв). Крім того, з усіх жертв Берлінського муру, яких класифікують як втікачів, Кельм, ймовірно, була єдиною, хто намагався втекти з абсолютно невідомих причин.

## Наслідки
У пресі Західного Берліну було кілька повідомлень про її смерть, але цим повідомленням приділили мало уваги. Основна увага преси в той час була зосереджена на загальному занепокоєнні щодо зростання напруженості в Берліні, оскільки члени Варшавського договору подали заяву, в якій оголосили про плани підписати сепаратний мирний договір зі Східною Німеччиною, якщо американо-радянські переговори не зможуть «нормалізувати» ситуацію в Західному Берліні та усунути «окупаційний режим». Радянський Союз навіть надіслав ноту протесту трьом західним союзникам, рішуче критикуючи участь поліції Західного Берліна в прикордонних інцидентах біля Берлінського муру.
Кельм була внесена до офіційного списку жертв Берлінського муру та до брошури, опублікованої Федеральним міністерством внутрішньонімецьких відносин у першу річницю існування муру. У цій брошурі згадувалася спроба втечі і загибель Кельм, що забезпечило збереження пам'яті про неї.